# Point de vue religieux sur le suicide
 (avril 2013).
Si vous disposez d'ouvrages ou d'articles de référence ou si vous connaissez des sites web de qualité traitant du thème abordé ici, merci de compléter l'article en donnant les références utiles à sa vérifiabilité et en les liant à la section « Notes et références ».
Le suicide est un acte traditionnellement condamné par les doctrines religieuses. En effet, si le fait de se suicider est d'abord un acte contre soi-même, dans certaines conceptions religieuses la destinée de l'homme appartient à Dieu et le suicide constitue alors une rupture dans la relation de l'homme avec la souveraineté de son Dieu. Dans d'autres cas, l'acte est plus simplement considéré comme une action négative. Il existe cependant des nuances à ce rejet global du suicide quand la notion de sacrifice ou d'honneur entre en jeu.

## Religions abrahamiques

### Dans la Bible

#### Ancien Testament
La Bible hébraïque fait le récit ou la mention de plusieurs morts par le suicide : les juges Abimélech (Juges, IX, 54) et Samson (Juges, XVI, 26-30), le roi Saül et son porteur d'armes (1 Samuel, XXXI, 4-6), Achitophel, conseiller de David qu'il trahit (2 Samuel, XVII, 23), le roi Zimri (1 Rois, XVI, 18). Parmi livres deutérocanoniques, ceux des Maccabées relatent deux suicides : celui d'Éléazar, petit frère de Judas Maccabée (1 Maccabées, VI, 42-46), et celui de Razis, un des Anciens d'Israël (2 Maccabées, XIV, 37-46).
Rien ne dit que les narrateurs désapprouvaient les suicides, qui ne font l'objet d'aucun jugement, d'autant que celui de Samson est l'accomplissement de sa dernière prière à Dieu (mourir tout en faisant périr les Philistins idolâtres). La mort de Zimri est la cause des péchés qu'il avait commis, et l'acte du suicide en lui-même n'est pas commenté. Au temps où apparaît une croyance en la résurrection, le suicide oblatif d'Éléazar — qui fit ce geste « pour délivrer son peuple et s'acquérir un nom immortel » — et celui de Razis — « il choisit noblement de mourir plutôt que de tomber entre des mains criminelles » — sont loués par le texte.
Selon une opinion générale, la prohibition de l'homicide dans le Livre de l'Exode (XX, 13) inclut l'interdiction du suicide ; cependant, la Loi mosaïque ne le juge pas explicitement,. Dans d'autres textes, si plusieurs Proverbes appellent à choisir la vie plutôt que la mort (XI, 19 ; XII, 28 ; XIII, 14 ; etc.), un des proverbes (XXXI, 4-7) dit de rendre ivre les agonisants à des fins thérapeutiques, selon une interprétation,. Pour l'Ecclésiaste (IV, 1-3), la mort est inévitable et enviable, car elle libère des difficultés. Pour le Siracide, un livre deutérocanonique, la vie ne doit pas être vécu à n'importe quel prix (XXX, 17 ; XL, 28-29 ; XLI, 2).

#### Nouveau Testament
Dans le Nouveau Testament, la crucifixion de Jésus est présentée, dans une certaine mesure, comme un suicide oblatif : « Je suis le bon berger. Le bon berger donne sa vie pour ses brebis », déclare Jésus de Nazareth dans l'Évangile selon Jean (X, 11).
L'Évangile selon Matthieu (XXVII, 3-5) raconte le suicide de Judas l'Iscariote, pris de remords après avoir trahi Jésus, crime indispensable pour l'accomplissement des Écritures,. Son suicide peut être interprété comme une possible manière de se réconcilier avec Dieu, car la Bible dit : « il ne sera fait pour le pays aucune expiation du sang qui y sera répandu que par le sang de celui qui l'aura répandu » (Nombres, XXXV, 33).

### Les différentes confessions

#### Christianisme
Selon le Catéchisme de l'Église catholique, « chacun est responsable de sa vie devant Dieu qui la lui a donnée. C’est Lui qui en reste le souverain Maître. Nous sommes tenus de la recevoir avec reconnaissance et de la préserver pour son honneur et le salut de nos âmes. Nous sommes les intendants et non les propriétaires de la vie que Dieu nous a confiée. Nous n’en disposons pas ».
En outre, le suicidé "volontaire et de sang-froid" contrevient aux trois vertus théologales : la foi (en Dieu), l'espérance et la charité (ici : envers soi-même). Traditionnellement, les suicidés n'étaient pas inhumés en terre consacrée, mais à l'extérieur du cimetière, sans cérémonie religieuse. Coupables de péché mortel, entraînant la rupture avec Dieu, leurs âmes ne pouvaient pas accéder au paradis. Le péché mortel se définit par trois caractéristiques : il faut une faute grave, la conscience que c'est une faute, et la volonté de la commettre.
Augustin d'Hippone examine des cas où l'on pourrait croire que le suicide, violence faite contre soi, donc contre un être humain, devrait être permis. Sa conclusion est que le suicide est formellement interdit : « Si donc celui qui porte faux témoignage contre soi-même n’est pas moins coupable que s’il le portait contre son prochain, bien qu’en cette défense il ne soit parlé que du prochain et qu’il puisse paraître qu’il n’est pas défendu d’être faux témoin contre soi-même, à combien plus forte raison faut-il regarder comme interdit de se donner la mort, puisque ces termes “Tu ne tueras point”, sont absolus, et que la loi n’y ajoute rien qui les limite ; d’où il suit que la défense est générale, et que celui-là même à qui il est commandé de ne pas tuer ne s’en trouve pas excepté. » (§20, livre 1).
Il y a pourtant une exception, en cas de permission divine : « De même, comment justifie-t-on Samson de s’être enseveli avec les ennemis sous les ruines d’un édifice ? En disant qu’il obéissait au commandement intérieur de l’Esprit, qui se servait de lui pour faire des miracles. » (§21).
Thomas d'Aquin considère le suicide commis volontairement et de sang-froid comme un péché mortel contre soi, contre les autres et contre Dieu. Cette condamnation se retrouve dans le Code de droit canonique de 1917, qui s'exprime par la privation de sépulture ecclésiastique à celui qui deliberato consilio a mis fin à ses jours.

#### Islam
Le suicide n'est pas clairement évoqué dans le Coran. Néanmoins le meurtre en général est condamné et la vie considérée comme un don de Dieu. La sourate 4 (29-30) indique :  « Ne vous tuez pas vous-mêmes. Dieu envers vous est miséricordieux. Quiconque fait cela, par transgression et injustice, Nous le précipiterons dans le feu » .
À la suite des hadiths du prophète Mahomet, demandant de ne pas se laisser mourir, le suicide est interdit dans la majeure partie du monde musulman, à l'exception des victimes de maladie mentale. La préservation de la vie fait partie des cinq finalités de la « Révélation prophétique »,.

## Religions orientales

### Bouddhisme
Des moines et des nonnes tibétains ont parfois été amenés à choisir le suicide pour échapper à la répression chinoise au Tibet et les violations des droits de l'homme envers les Tibétains par la Chine,,.

### Tradition japonaise
Les religions du Japon sont le shintoïsme et le bouddhisme. Le rituel du suicide, le seppuku, a été pratiqué par la noblesse et les guerriers (samouraïs). Le suicide pratiqué à la mort de son supérieur est appelé junshi.